# Reggie Jackson (kosárlabdázó, 1990)
Reginald Shon Jackson (Pordenone, 1990. április 16. –) olasz születésű amerikai kosárlabdázó, a Denver Nuggets játékosa a National Basketball Associationben (NBA).
Pordenone városában született, miközben apja katonaként szolgált Olaszországban. Apja pályafutásának köszönhetően több különböző országban és államban is élt gyerekkora során. 2008-ig olasz állampolgár volt, mikor azt feladta amerikai állampolgárságáért. A Bostoni Főiskola csapatának volt tagja egyetemi évei során, 2008 és 2011 között.
21 évesen vett részt a 2011-es NBA-drafton, ahol a 24. helyen választotta az Oklahoma City Thunder. 2015-ben a Thunder egy három csapatos megegyezés részeként a Detroit Pistons csapatába küldte, ahol öt évig játszott, itt voltak pályafutása legsikeresebb szezonjai. 2020-ban egy éves szerződést kötött a Los Angeles Clippersszel, amit később meghosszabbított. 2023-ban a Charlotte Hornets csapatába küldte a Clippers, de itt egyszer se játszott, leszerződtette a Denver Nuggets, ahol viszont pályafutása során először bajnok lett.

## Statisztika

### Egyetem
| Év        | Csapat                | JM | KM | JP/M | MG%  | 3P%  | BD%  | LP/M | GP/M | L/M | B/M | P/M  |
| --------- | --------------------- | -- | -- | ---- | ---- | ---- | ---- | ---- | ---- | --- | --- | ---- |
| 2008–2009 | Boston College Eagles | 34 | 0  | 20,0 | .440 | .273 | .685 | 3,3  | 1,7  | 0,8 | 0,4 | 7,0  |
| 2009–2010 | Boston College Eagles | 31 | 20 | 30,1 | .430 | .291 | .733 | 5,7  | 4,5  | 0,6 | 0,5 | 12,9 |
| 2010–2011 | Boston College Eagles | 34 | 32 | 34,1 | .503 | .420 | .796 | 4,3  | 4,5  | 1,1 | 0,5 | 18,2 |
| Karrier   | Karrier               | 99 | 52 | 28,0 | .465 | .351 | .753 | 4,4  | 3,5  | 0,8 | 0,5 | 12,7 |

### NBA

#### Alapszakasz
| Év         | Csapat                | JM  | KM  | JP/M | MG%  | 3P%  | BD%  | LP/M | GP/M | L/M | B/M | P/M  |
| ---------- | --------------------- | --- | --- | ---- | ---- | ---- | ---- | ---- | ---- | --- | --- | ---- |
| 2011–2012  | Oklahoma City Thunder | 45  | 0   | 11,1 | .321 | .210 | .862 | 1,2  | 1,6  | 0,6 | 0,0 | 3,1  |
| 2012–2013  | Oklahoma City Thunder | 70  | 0   | 14,2 | .458 | .231 | .839 | 2,4  | 1,7  | 0,4 | 0,2 | 5,3  |
| 2013–2014  | Oklahoma City Thunder | 80  | 36  | 28,5 | .440 | .339 | .893 | 3,9  | 4,1  | 1,1 | 0,1 | 13,1 |
| 2014–2015  | Oklahoma City Thunder | 50  | 13  | 28,0 | .432 | .278 | .861 | 4,0  | 4,3  | 0,8 | 0,1 | 12,8 |
| 2014–2015  | Detroit Pistons       | 27  | 27  | 32,2 | .436 | .337 | .796 | 4,7  | 9,2  | 0,8 | 0,1 | 17,6 |
| 2015–2016  | Detroit Pistons       | 79  | 79  | 30,7 | .434 | .353 | .864 | 3,2  | 6,2  | 0,7 | 0,1 | 18,8 |
| 2016–2017  | Detroit Pistons       | 52  | 50  | 27,4 | .420 | .359 | .868 | 2,2  | 5,2  | 0,7 | 0,1 | 14,5 |
| 2017–2018  | Detroit Pistons       | 45  | 45  | 26,7 | .426 | .308 | .836 | 2,8  | 5,3  | 0,6 | 0,1 | 14,6 |
| 2018–2019  | Detroit Pistons       | 82  | 82  | 27,9 | .421 | .369 | .864 | 2,6  | 4,2  | 0,7 | 0,1 | 15,4 |
| 2019–2020  | Detroit Pistons       | 14  | 10  | 27,2 | .384 | .378 | .788 | 2,9  | 5,1  | 0,7 | 0,1 | 14,9 |
| 2019–2020  | Los Angeles Clippers  | 17  | 6   | 21,3 | .453 | .413 | .905 | 3,0  | 3,2  | 0,3 | 0,2 | 9,5  |
| 2020–2021  | Los Angeles Clippers  | 67  | 43  | 23,0 | .450 | .433 | .817 | 2,9  | 3,1  | 0,6 | 0,1 | 10,7 |
| 2021–2022  | Los Angeles Clippers  | 75  | 75  | 31,2 | .392 | .326 | .847 | 3,6  | 4,8  | 0,7 | 0,2 | 16,8 |
| 2022–2023† | Los Angeles Clippers  | 52  | 38  | 25,7 | .418 | .350 | .924 | 2,2  | 3,5  | 0,7 | 0,1 | 10,9 |
| 2022–2023† | Denver Nuggets        | 16  | 2   | 19,9 | .383 | .279 | .833 | 1,8  | 3,1  | 0,6 | 0,1 | 7,9  |
| 2023–2024  | Denver Nuggets        | 82  | 23  | 22,2 | .431 | .359 | .806 | 1,9  | 3,8  | 0,5 | 0,2 | 10,2 |
| 2024–2025  | Philadelphia 76ers    | 31  | 1   | 12,4 | .391 | .338 | .778 | 1,4  | 1,5  | 0,5 | 0,1 | 4,4  |
| Karrier    | Karrier               | 884 | 530 | 24,7 | .423 | .345 | .854 | 2,8  | 4,1  | 0,7 | 0,1 | 12,3 |

#### Rájátszás
| Év      | Csapat                | JM | KM | JP/M | MG%  | 3P%  | BD%   | LP/M | GP/M | L/M | B/M | P/M  |
| ------- | --------------------- | -- | -- | ---- | ---- | ---- | ----- | ---- | ---- | --- | --- | ---- |
| 2013    | Oklahoma City Thunder | 11 | 9  | 33,5 | .479 | .302 | .897  | 4,9  | 3,6  | 0,5 | 0,5 | 13,9 |
| 2014    | Oklahoma City Thunder | 19 | 4  | 27,9 | .466 | .396 | .886  | 3,8  | 2,4  | 0,3 | 0,2 | 11,1 |
| 2016    | Detroit Pistons       | 4  | 4  | 36,8 | .455 | .167 | 1.000 | 3,3  | 9,3  | 1,5 | 0,5 | 14,3 |
| 2019    | Detroit Pistons       | 4  | 4  | 27,0 | .431 | .429 | .857  | 3,3  | 7,0  | 0,8 | 0,0 | 17,8 |
| 2020    | Los Angeles Clippers  | 12 | 1  | 14,2 | .438 | .531 | .000  | 1,8  | 0,9  | 0,2 | 0,1 | 4,9  |
| 2021    | Los Angeles Clippers  | 19 | 17 | 32,7 | .484 | .408 | .878  | 3,2  | 3,4  | 0,9 | 0,2 | 17,8 |
| 2023†   | Denver Nuggets        | 6  | 0  | 3,0  | .500 | .500 | –     | 0,3  | 0,3  | 0,2 | 0,0 | 0,5  |
| 2024    | Denver Nuggets        | 12 | 0  | 9,8  | .333 | .348 | 1.000 | 1,3  | 1,0  | 0,2 | 0,1 | 3,5  |
| Karrier | Karrier               | 87 | 39 | 23,9 | .460 | .389 | .890  | 2,9  | 2,8  | 0,5 | 0,2 | 10,7 |